# Bagrat Grigorian
Pour les articles homonymes, voir Grigorian.
 (août 2018).
Si vous disposez d'ouvrages ou d'articles de référence ou si vous connaissez des sites web de qualité traitant du thème abordé ici, merci de compléter l'article en donnant les références utiles à sa vérifiabilité et en les liant à la section « Notes et références ».
Bagrat Grigorian (en arménien : Բագրատ Գրիգորյան), né le 4 mars 1939 à Leninakan, aujourd'hui Gyumri, en Arménie et mort le 21 septembre 1992 à Erevan, est un peintre arménien.

## Biographie
Né à Leninakan (Gyumri) en 1939, il termine en 1957 ses études dans l'école d'art de S. Merkurov puis fait des études dans les studios de H. Ananikian et S. Mirzoyan (Leninakan).
De 1960 à 1963, il est élève du Collège d'art P. Terlemezian à Erevan et obtient en 1967 son diplôme de l'Institut des beaux-arts et du théâtre (Erevan).
Il meurt à Erevan en 1992.

## Expositions
Ses œuvres sont conservées au Musée d'art moderne (Erevan), au Musée national d'Arménie (Erevan), à la Galerie Tretiakov (Moscou), à de nombreuses galeries privées et à des collections à l'étranger.